# Antti Tyrväinen
Antti Tyrväinen   (Ylöjärvi, 11 de maig de 1933 - Tampere, 13 d'octubre de 2013) fou un biatleta i militar finlandès que va competir durant les dècades de 1950 i 1960.
El 1960 va prendre part en els Jocs Olímpics d'Hivern de Squaw Valley, on guanyà la medalla de plata en la cursa dels 20 quilòmetres del programa de biatló, rere el suec Klas Lestander. Quatre anys més tard, als Jocs d'Innsbruck fou tretzè en la mateixa prova. En el seu palmarès també destaca una medalla d'or, quatre de plata i una de bronze al Campionat del món de biatló, entre el de 1961 i el de 1965.
Tyrväinen també va competir en tir i al Campionat d'Europa de tir de 1963 va guanyar una medalla de plata i una de bronze. Aquell any va guanyar un or al Campionat del Món Militar, mentre va establir un rècord del món en la posició de genolls.